# Dermatome

Dermatomes (anatomie)

Un dermatome en anatomie est une aire de la peau innervée par une seule racine rachidienne postérieure (racine sensitive).
Un dermatome peut être aussi un instrument chirurgical permettant de couper en fine lamelle la peau. 
Un dermatome en embryologie est un tissu qui provient de la segmentation du dermomyotome, qui dérive lui-même des somites. 

## Anatomie
En médecine, l'étude des dermatomes permet de déterminer les zones de lésion de la moelle épinière ou du tronc cérébral. Le déficit sensitif au niveau de certains dermatomes évoque la lésion d'un niveau médullaire déterminé. 

### Pictographie

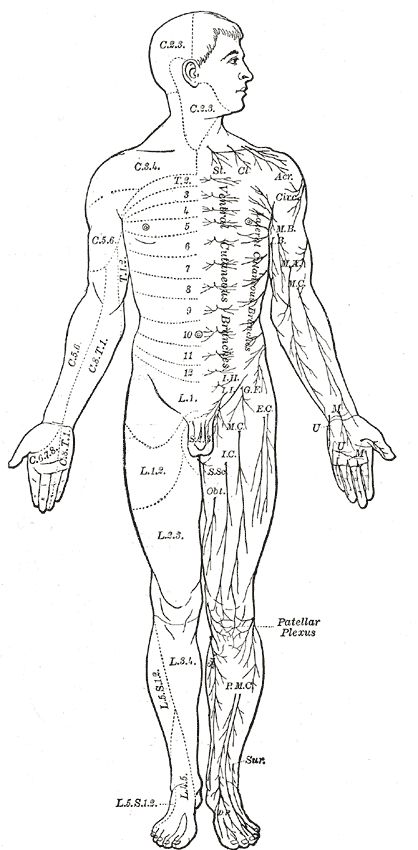
Distribution des nerfs cutanés en vue ventrale
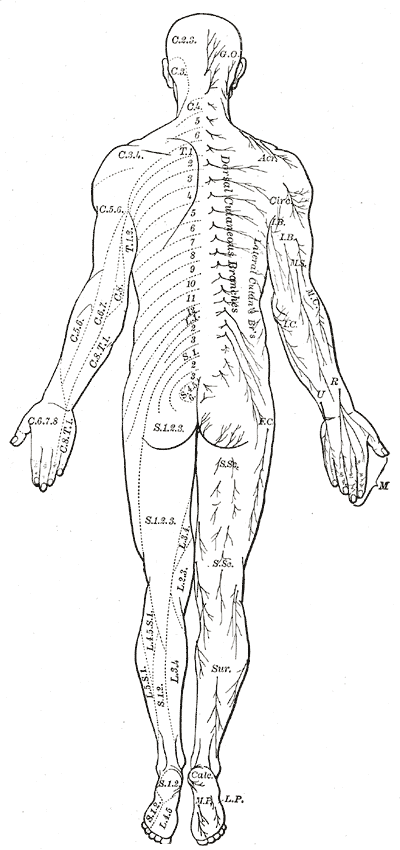
Distribution des nerfs cutanés en vue dorsale

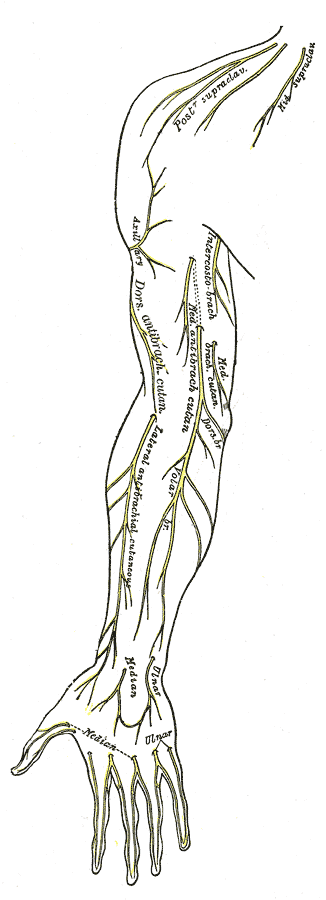
Distribution des nerfs cutanés au niveau de l'extrémité supérieure droite, vue antérieure.
Schéma de distribution des nerfs cutanés au niveau de l'extrémité supérieure droite, vue antérieure.
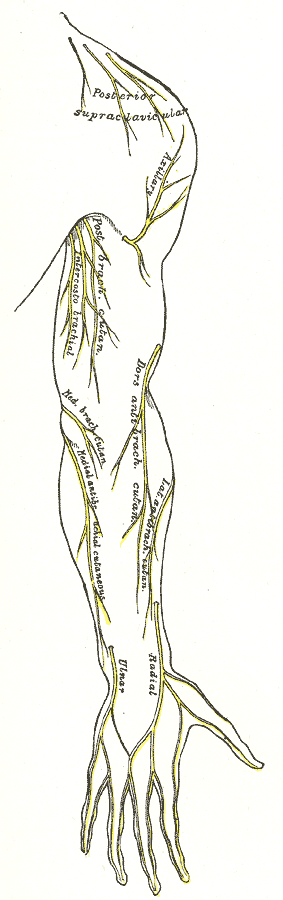
Distribution des nerfs cutanés au niveau de l'extrémité supérieure droite, vue postérieure.
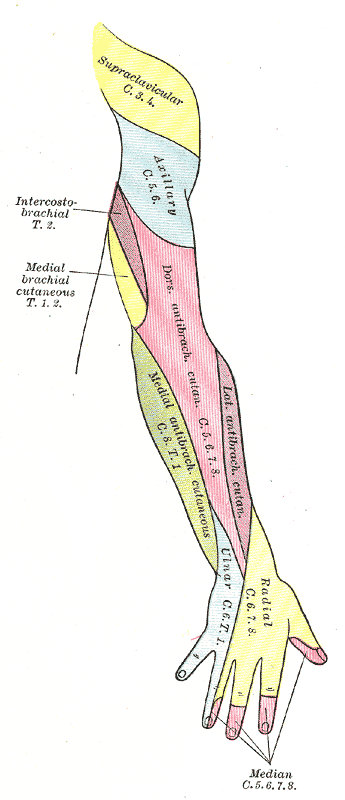
Schéma de distribution des nerfs cutanés au niveau de l'extrémité supérieure droite, vue postérieure.

## Embryologie

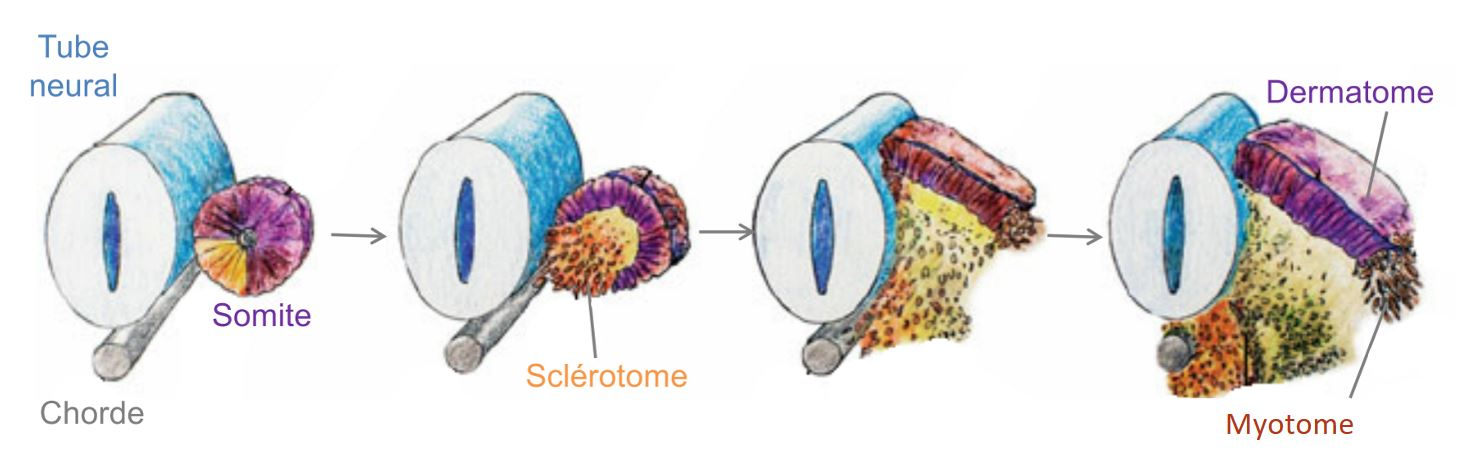
Différenciation des somites en dermatome, sclérotome et myotome.

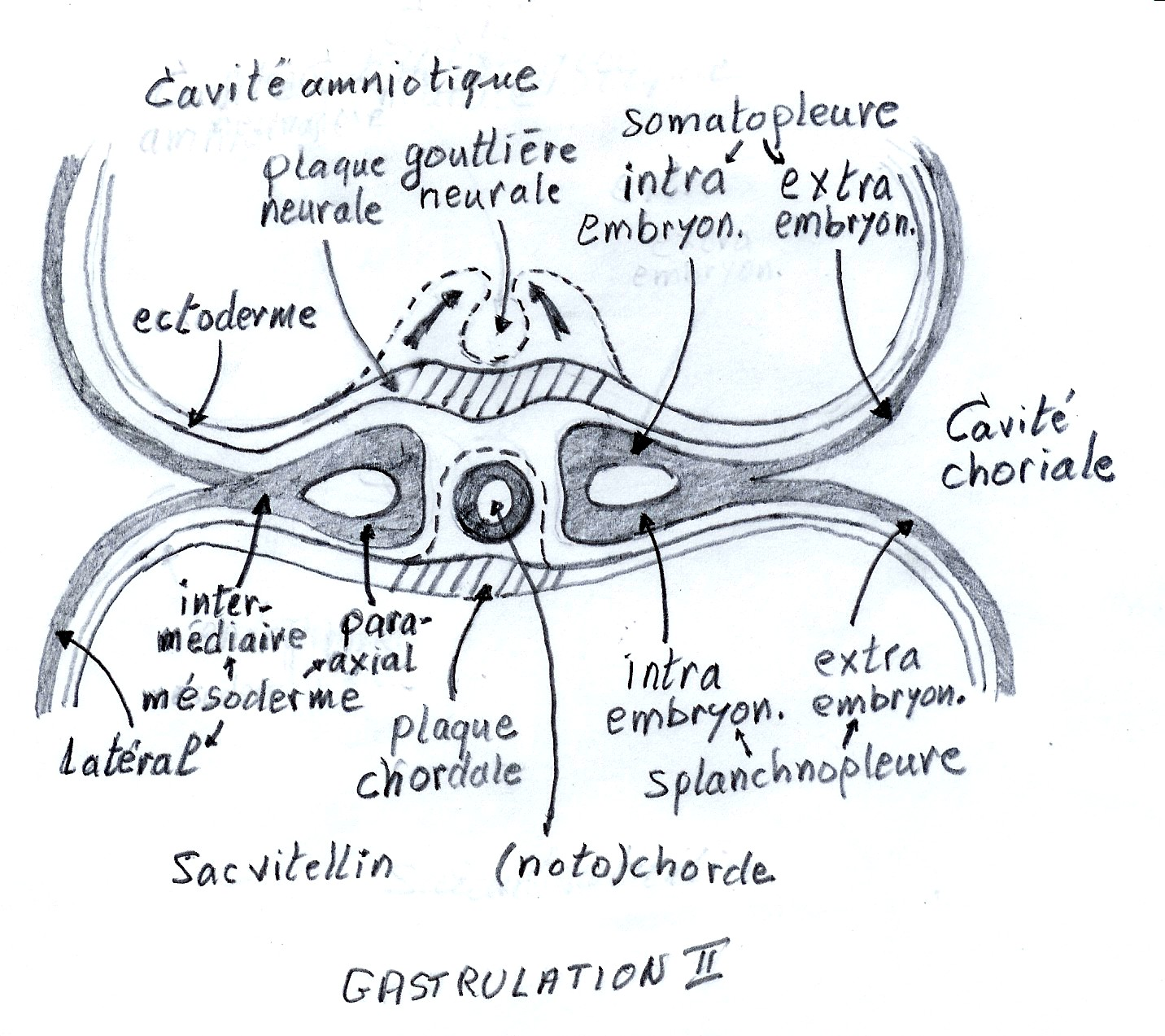
Schéma montrant la mise en place de la chorde, la formation du canal neural et la différenciation du mésoderme intra-embryonnaire. Ce mésoderme donne en partie le mésoderme para-axial, puis les somites, puis le dermatome.